# دست خدا (فیلم ۲۰۲۱)
دست خدا (به ایتالیایی: È stata la mano di Dio) یک فیلم سینمایی درام ایتالیایی به نویسندگی و کارگردانی پائولو سورنتینو با بازی تونی سرویلو که قرار است در سال ۲۰۲۱ در شبکه نتفلیکس منتشر شود. این فیلم در بخش مسابقه اصلی هفتاد و هشتمین دوره جشنواره فیلم ونیز اکران شد و در نهایت توانست دو جایزهٔ مارچلو ماسترویانی (بهترین بازیگر نو ظهور) برای فیلیپو اسکوتی و جایزهٔ بزرگ هیئت داوران برای پائولو سورنتینو را به ارمغان بیاورد. همچنین این فیلم نماینده سینمای ایتالیا در اسکار ۲۰۲۲ می باشد.
این فیلم در هفتاد و نهمین مراسم گلدن گلوب نامزد دریافت جایزه بهترین فیلم غیر انگلیسی‌زبان شد.

## تولید
در ژوئیه سال ۲۰۲۰، اعلام شد که پائولو سورنتینو نویسندگی، کارگردانی و تهیه کنندگی این فیلم را بر عهده دارد و نتفلیکس برای پخش به آن متصل است. در سپتامبر سال ۲۰۲۰، تونی سروویلو به بازیگران این فیلم پیوست و فیلم‌برداری اصلی در همان ماه در ناپل ایتالیا آغاز شد.